# Katie Holmes
Kate Noelle (Katie) Holmes (Toledo (Ohio), 18 december 1978) is een Amerikaans actrice.

## Levensloop
Holmes groeide op als jongste in een gezin van vijf kinderen in Toledo in de Amerikaanse staat Ohio. Haar vader was van beroep advocaat. Katie ging naar diverse katholieke scholen in Toledo, waaronder de door nonnen geleide meisjesschool Notre Dame Academy.
Holmes is onder meer bekend geworden door haar rol als Joey Potter in de Amerikaanse tienerserie Dawson's Creek. Een vergelijkbare rol speelde ze in de Amerikaanse film Go. In de vijf jaar dat Dawson's Creek liep, bouwde Holmes een filmcarrière op, waarbij ze, aangezien ze al tien maanden per jaar Joey speelde, rollen uitzocht waarin ze een nog onbekende kant van zichzelf kon laten zien.
In Disturbing Behavior speelde ze een minder sociaal personage met navelpiercing en neusring; in Teaching Mrs. Tingle werd ze een studiebol die veranderde in een losbandige studente; in Wonder Boys probeerde ze haar leraar te verleiden en in de The Gift speelde ze haar eerste naaktscène. In de tijd na Dawson's Creek was Holmes bijna onherkenbaar als punker in Pieces of April en speelde ze een verpleegster in de musical The Singing Detective.

### Privéleven
Holmes heeft een relatie gehad met Joshua Jackson, haar tegenspeler Pacey Witter in Dawson's Creek. Ze verloofde zich eind 2003 met acteur Chris Klein, die bekend werd als Oz in American Pie, maar verbrak die verloving in 2005. Na haar verloving met Klein begon Holmes in april 2005 een relatie met Tom Cruise, die zestien jaar ouder is dan zij. Twee maanden nadat ze hem had leren kennen, verloofden ze zich en in 2006 werd hun dochter geboren. Op 18 november 2006 trouwde het paar in Rome. Op 29 juni 2012 werd bekend dat het koppel na vijf jaar huwelijk ging scheiden.

## Prijzen
- 1999 - MTV Movie Award in de categorie "Best Breakthrough Female Performance" voor Disturbing Behaviour

- Bibsys: 2044113
- Biblioteca Nacional de España: XX848941
- Bibliothèque nationale de France: cb14052651s (data)
- Catàleg d'autoritats de noms i títols de Catalunya: 981058511319406706
- Gemeinsame Normdatei: 140603786
- International Standard Name Identifier: 0000 0000 8352 6454
- Library of Congress Control Number: no99045575
- Nationale Bibliotheek van Letland: 000340927
- MusicBrainz: f454236c-090a-4a1d-8efd-9ccf5347c99a
- Nationale Bibliotheek van Tsjechië: xx0038667
- Nationale Bibliotheek van Israël: 987007605037405171
- Nationale Bibliotheek van Polen: a0000002887322
- Nederlandse Thesaurus van Auteursnamen: 159402514
- Système universitaire de documentation: 155088017
- Virtual International Authority File: 161576914
- WorldCat: E39PBJgCPYJtgBkqp7QHF4TvHC